# Eponymous
| Оценки критиков               | Оценки критиков |
| Источник                      | Оценка          |
| ----------------------------- | --------------- |
| Allmusic                      | [ 1 ]           |
| Роберт Кристгау               | A−              |
| The Rolling Stone Album Guide | [ 3 ]           |

Eponymous — первый сборник лучших песен альтернативной рок-группы R.E.M., был издан в 1987 году. Это был последний официальный релиз группы на лейбле I.R.S. Records, на котором музыканты издавались с 1982 года. После этого они подписали контракт с Warner Bros.

## История
Сборник примечателен несколькими редкими и альтернативными версиями известных песен. Диск содержит композиции эпохи лейбла IRS Records, начиная с мини-альбома Chronic Town (1982) до Document (1987), тем самым демонстрируя полный охват раннего периода музыкальной карьеры группы.
Сборник имеет альтернативное название «File Under Grain» (Файл под зёрнами), ссылаясь на фотографию с обложки. На обложке предыдущего альбома — Document, была надпись «File Under Fire», а на альбоме Reckoning — «File Under Water». На вкладыше альбома была фотография Майкла Стайпа с фразой «Они Ретушировали Мое Лицо» поверх его глаз.
Сборник был выпущен в октябре 1988 года, за месяц до дебюта группы на Warner Bros. с альбомом Green. В итоге, Eponymous достиг #44 в чарте Соединенных Штатов и #69 в Великобритании.

## Список композиций
Все песни написаны Биллом Берри, Питером Баком, Майком Миллзом и Майклом Стайпом.
Первая сторона — «Early»
1. «Radio Free Europe» (Original Hib-Tone Single) (1981) — 3:47
2. «Gardening at Night» (Different Vocal Mix)1 — 3:30
3. «Talk About the Passion» (из альбома Murmur, 1983) — 3:20
4. «So. Central Rain (I'm Sorry)» (из альбома Reckoning, 1984) — 3:15
5. «(Don't Go Back To) Rockville» (из альбома Reckoning, 1984) — 4:32
6. «Cant Get There from Here» (из альбома Fables of the Reconstruction, 1985) — 3:39

Вторая сторона — «Late»
1. «Driver 8» (из альбома Fables of the Reconstruction, 1985) — 3:23
2. «Romance» (из саундтрека к кинофильму Сделано в раю) — 3:25
3. «Fall on Me» (из альбома Lifes Rich Pageant, 1986) — 2:50
4. «The One I Love» (из альбома Document, 1987) — 3:16
5. «Finest Worksong» (Mutual Drum Horn Mix) (из сингла «Finest Worksong») — 3:50
6. «It's the End of the World as We Know It (And I Feel Fine)» (из альбома Document, 1987) — 4:05

Примечания списка композиций: На грампластинках и компакт-кассетах каждая сторона имеет своё название, так первая сторона была озаглавлена — «Ранняя сторона» (англ. Early side) (треки 1-6), вторая сторона — «Поздняя сторона» (англ. Late side) (треки 7-12).

## Хит-парады
Альбом
| Год  | Чарт               | Высшая позиция |
| ---- | ------------------ | -------------- |
| 1988 | U.S. Billboard 200 | 44             |
| 1988 | UK Albums Chart    | 69             |